# Максат Турсынмаметов
Максат Асетович Турсынмаметов (англ. Maksat Tursynmametov; род. 21 апреля 1993, Ушарал) — казахский боец смешанного стиля, представитель тяжёлой весовой категории. Выступает на профессиональном уровне начиная с 2023 года, известен прежде всего по участию в турнирах бойцовской организации OCTAGON.
Занимает 8 строчку официального рейтинга OCTAGON в тяжёлом весе

## Биография
Максат Турсынмаметов родился 21 апреля 1993 года в Ушарале, Казахстан. Его мать из племени найман, а отец из племени кипчак. Он с детства любил смотреть бои смешанных единоборств, был фанатом бразильского бойца Жуниора Дус Сантуса. Он в детстве не занимался спортом но постоянно дрался в уличных боях. В детстве он очень хорошо учился в школе, после окончания школы поступил в колледж, потом после колледжа закончил университет Имени Илияса Жансугирова в городе Талдыкорган, имеет степень бакалавра по профессии учитель информатики. Долгие годи занимался госслужбой. Его родной младший брат Толеу известный тренер по борьбе в городе Ушарал

### Начало профессиональной карьеры в MMA
В марте 2023 Максат согласился выйти на бой в коротком уведомлении против Альтаира Усенова в организации Octagon League и проиграл в первом раунде. После этого боя он вернулся на турнире Octagon 47 в июле 2023 года против непобеждённого проспекта Нургиса Панда Умбетова не смотря что перед этим боям Максат был явным андердогом он избил непобеждённого оппонента вес 3 раунд и одержал свою первую победу в MMA. Третий бой он пробел на турнире Naiza 56 декабря 2023 года против Ербола Султанбая, но Максат вышел на этот бой с серьёзной травмой и проиграл в первом раунде. Он дважды должен был драться с известным Биржаном Боря Шопбаем, но оба раза бой отменился из-за отказа соперника.

## Интересные факты
Максат пришел в профессионального MMA без единого опыта в любителях. И раньше не занимался никакой видах единоборств, пришел с уличных боях не официальный рекорд Максата в уличных боях составляет 127-3.

## Статистика в профессиональном ММА
| Боёв 3   | Побед 1 | Поражений 2 |
| -------- | ------- | ----------- |
| Нокаутом | 0       | 2           |
| Сдачей   | 0       | 0           |
| Решением | 1       | 0           |

| Результат | Рекорд | Соперник              | Способ               | Турнир     | Дата            | Раунд | Время | Место             | Примечание |
| --------- | ------ | --------------------- | -------------------- | ---------- | --------------- | ----- | ----- | ----------------- | ---------- |
| Поражение | 1-2    | Ербол Султанбай       | Тех нокаут (удары)   | Naiza 56   | 21 декабря 2023 | 1     | 1:14  | Алматы, Казахстан |            |
| Победа    | 1-1    | Нургиса Панда Умбетов | Единогласное решение | OCTAGON 47 | 22 июля 2023    | 3     | 5:00  | Алматы, Казахстан |            |
| Поражение | 0-1    | Альтаир Усенов        | Tko (удары)          | OCTAGON 43 | 22 марта 2023   | 1     | 1:25  | Алматы, Казахстан |            |